# Kocher (Mondkrater)
Kocher ist ein Einschlagkrater auf der Mondrückseite.

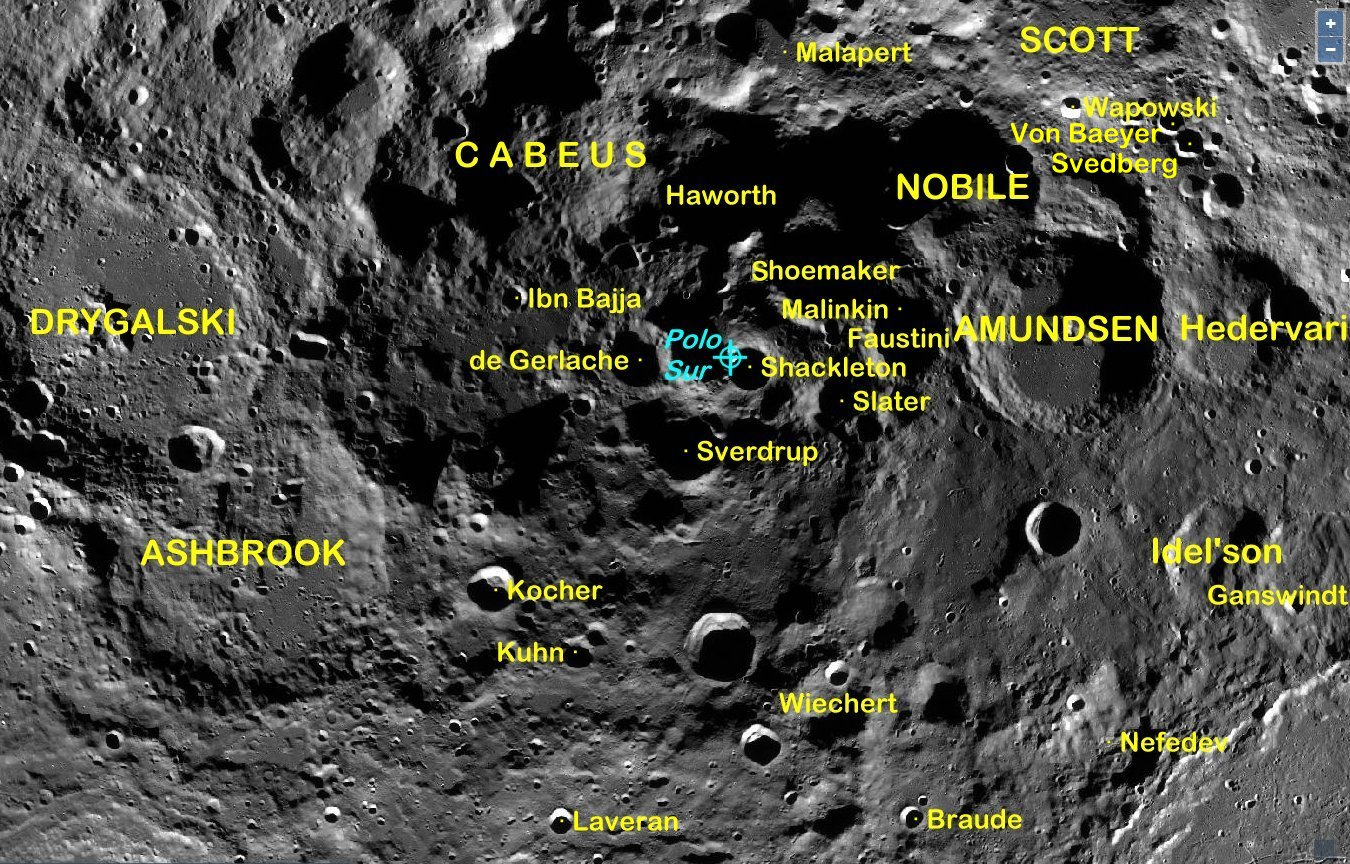
Krater um den Südpol, Kocher findet sich links unterhalb der Bildmitte.

Der Krater liegt in der Nähe des Mondsüdpols, südwestlich des größeren Kraters Ashbrook.
Der Krater ist nahezu kreisförmig mit einem Durchmesser von 24 km. Im Krater gibt es permanent beschattete Regionen, dort wurden Geröllfelder nachgewiesen.
Der Krater wurde 2009 von der IAU offiziell nach dem Schweizer Chirurgen Theodor Kocher benannt.